# 森野朝美
森野 朝美（もりの あさみ、1995年2月13日 - ）は、日本のグラビアアイドルである。
埼玉県出身。ウィンドー所属。

## 略歴
2011年4月、イメージDVD『初恋』により、デビュー。同年9月、2枚目のDVD『美☆少女時代』をリリース。12月には、3枚目のDVD『Asami chu』をリリースする。なお、この作品も前作と同じく沖縄にて撮影されたものである。
2012年6月、4枚目のDVD『NEW KISS』をリリース。この作品では初めてコスプレに挑戦している。同年8月、雑誌『ヤングアニマル』創刊20周年記念イベントのNEXTグラビアクイーン水着大集会に出演。カメラマン・小塚毅之推薦のNEXTグラビアクイーンに選出。9月には、前作と同じくバリ島にて撮影された5枚目のDVD『Pure Drop』をリリースした。
2016年12月に2年ぶりとなるイメージ作品を発売。

## 人物
- 趣味は音楽鑑賞と、友人と買い物に行くことである[12]。
- 幼稚園から小学6年生までやっていた新体操には自信があり[13]、特技は体がやわらかいこと[12]。
- チャームポイントはまつげ。
- 将来はモデルとして活動したいと語っている[7]。目標は沢尻エリカ[14]。

## 作品

### DVD
- 初恋（2011年4月29日、スパイスビジュアル）
- 美☆少女時代（2011年9月30日、スパイスビジュアル）
- Asami chu（2011年12月23日、彩文館出版）
- NEW KISS（2012年6月29日、スパイスビジュアル）
- Pure Drop（2012年9月28日、彩文館出版）
- 純白（2013年1月20日、ラインコミュニケーションズ）
- みすど mis*dol ~Sweet Summer Love~ （2013年11月22日、M.B.Dメディアブランド）
- みすど mis*dol 夏恋（2013年11月22日、M.B.Dメディアブランド）
- 朝露（2014年3月20日、ラインコミュニケーションズ）
- みすど mis*dol　朝恋日和（2014年7月18日、M.B.Dメディアブランド）
- 好きと言わせて（2014年10月31日、スパイスビジュアル ）

- 雪の記憶（2015年1月2日、GRAVISION）
- 再会（2016年12月21日、イーネットフロンティア）
- Asamist（2017年3月24日、スパイスビジュアル）[15]

### 写真集
- White Album 森野朝美（2014年3月26日、ジャパンタイム）[16] - DVD付き写真集

## 出演

### スチールモデル
- 産経新聞（2013年）[1]

### 雑誌
- FRIDAY（講談社、2012年1月27日発売）
- FRIDAY 増刊号（講談社、2012年7月17日発売）
- ヤングアニマル（白泉社、2012年11月23日発売）